# Las Lomas (Texas)
Las Lomas è un census-designated place (CDP) della contea di Starr, Texas, Stati Uniti. La popolazione era di 3.147 abitanti al censimento del 2010. Las Lomas è una delle numerose colonias nella contea di Starr, all'interno della regione della valle del Rio Grande. La comunità prende questo nome a causa del suo terreno.

## Geografia fisica
Secondo lo United States Census Bureau, ha un'area totale di 0,39 mi² (1,01 km²).

## Società

### Evoluzione demografica
Secondo il censimento del 2010, la popolazione era di 3.147 abitanti.

### Etnie e minoranze straniere
Secondo il censimento del 2010, la composizione etnica del CDP era formata dal 99,0% di bianchi, lo 0,2% di afroamericani, lo 0,0% di nativi americani, lo 0,1% di asiatici, lo 0,0% di oceaniani, lo 0,7% di altre etnie, e lo 0,0% di due o più etnie. Ispanici o latinos di qualunque etnia erano l'89,6% della popolazione.